# 포항항도중학교
포항항도중학교(浦項港道中學校)는 대한민국 경상북도 포항시 북구 죽도동에 있는 공립 중학교이다.

## 학교 연혁
- 1982년 12월 10일 : 포항항도여자중학교 설립인가
- 1983년 3월 1일 : 초대 홍종범 교장 취임
- 1983년 3월 2일 : 대도중학교에서 2, 3학년(10학급) 학생인수
- 1983년 10월 25일 : 개교식 거행
- 1984년 1월 27일 : 학교이전 (포항시 대신동 74-1번지)
- 2000년 3월 1일 : 포항항도중학교로 교명변경
- 2000년 4월 20일 : 여자 축구부 창단
- 2000년 9월 1일 : 포항시 북구 중흥로 170(현위치)로 학교 이전
- 2004년 2월 1일 : 경상북도교육청지정 ICT시범학교 운영
- 2011년 3월 1일 : 특수학급 2학급 인가
- 2020년 9월 1일 : 제17대 박회원 교장 취임
- 2024년 1월 5일 : 제41회 졸업식 103명(연 15,477명)
- 2024년 3월 4일 : 제42회 입학식 122명(여 81명, 남 41명)

## 학교 위치
- 1983년 3월 1일 ~ 1984년 1월 26일 : 남구 대해로 82 (대도동 / 現 상대초등학교)
- 1984년 3월 1일 ~ 2000년 8월 31일 : 북구 대신로 27 (대신동 / 現 좋은선린요양병원)
- 2000년 9월 1일 ~ : 북구 중흥로 170 (죽도동 / 舊 대신초등학교 (폐교))

## 참고 자료
- 포항항도중학교 - 한국교육학술정보원 학교알리미